# هيديو أوشيما
هيديو أوشيما (باليابانية: 大島 秀夫) (مواليد 7 مارس 1980)، هو لاعب كرة قدم ياباني سابق كان يلعب كمهاجم.

## وصلات خارجية
- هيديو أوشيما على موقع رابطة كرة القدم اليابانية للمحترفين (اليابانية)
- هيديو أوشيما على موقع قاعدة بيانات كرة القدم.إي يو (الإنجليزية)
- هيديو أوشيما على موقع Soccerway.com (الإنجليزية)
- هيديو أوشيما على موقع عالم كرة القدم.نت (الإنجليزية)